# Фрањоло (Парма)
Фрањоло је насеље у Италији у округу Парма, региону Емилија-Ромања.
Према процени из 2011. у насељу је живело 62 становника. Насеље се налази на надморској висини од 711 м.